# Mary Tighe

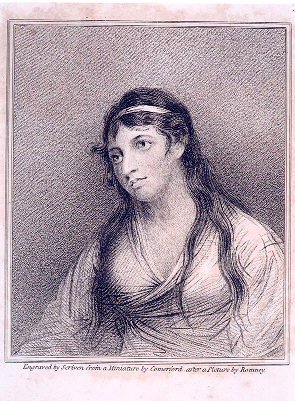
Mary Tighe

Mary Tighe (* 9. Oktober 1772 in Dublin als Mary Blachford; † 24. März 1810 in Inistioge) war eine irische Schriftstellerin der Romantik, die vor allem für ihr 1811 im größeren Rahmen veröffentlichtes Gedicht Psyche; or, the Legend of Love bekannt ist.

## Leben und Werk
Mary Blachford wurde 1772 als zweites Kind des protestantischen Geistlichen William Blachford und seiner Frau Theodosia Tighe in Dublin geboren. Ihr Vater starb kurz nach ihrer Geburt und ließ die Familie wohlhabend zurück. Ihre Mutter war eine starke Förderin der Bildung ihrer Tochter und spornte sie zu literarischer Tätigkeit an. Kurz vor ihrem einundzwanzigsten Geburtstag heiratete Mary Blachford ihren Cousin Henry Tighe, gegen den Wunsch ihrer Mutter und auch entgegen ihrer eigenen Überzeugung. Während der 1790er lebten Mary Tighe und ihr Mann die meiste Zeit in England, erlebten aber die Irische Rebellion von 1798 in Irland. Beide waren Gegner des Act of Union. 1801 zog das Ehepaar nach Irland.
In den Jahren 1801 und 1802 schrieb Mary Tighe das Werk Psyche; or, the Legend of Love. Das in Spenser-Stanzen gehaltene Gedicht handelte von der Liebe zwischen Cupid und Psyche und umfasste 3.348 Zeilen in sechs Canti. 1803 beendete sie ihren Roman Selena, den sie nie veröffentlichte. Im nächsten Jahr begann sich eine Tuberkulose abzuzeichnen, die ihr in den folgenden Jahren zu schaffen machen sollte. Die Erstveröffentlichung von Psyche erschien 1805 in einer Auflage von 50 Stück, die Tighe in ihrem Umfeld verteilte, von wo aus das Werk kopiert und in breitere Kreise weitergereicht wurde. Am 24. März 1810 starb Mary Tighe an ihrer Krankheit auf dem Landgut Woodstock bei Inistioge.
Einem größeren Publikum bekannt wurde ihr Werk Psyche, als es 1811 durch ihren Cousin William Tighe zusammen mit weiteren Gedichten im Band Psyche, with Other Poems veröffentlicht wurde. Mary Tighes Werke wurden von der Kritik gepriesen und gelangten auch in die Vereinigten Staaten und nach Frankreich. Sie fand posthum Beachtung unter vielen bekannten Literaten und gilt als wichtiger Einfluss für Felicia Hemans und John Keats.

## Veröffentlichungen
- Psyche; or, the Legend of Love. London, 1805.
- Psyche, with Other Poems. London, 1811.
- Mary, a Series of Reflections during Twenty Years. Dublin, 1811.